# 阿尔帕翁
阿尔帕翁（法語：Arpavon，法語發音：[aʁpavɔ̃]）是法国德龙省的一个市镇，属于尼永斯区。

## 地理
阿尔帕翁（44°22'12"N, 5°16'4"E）面积13.45 平方千米，位于法国奥弗涅-罗讷-阿尔卑斯大区德龙省，该省份为法国东南部内陆省份，北起顺时针与伊泽尔省、上阿尔卑斯省、上普罗旺斯阿尔卑斯省、沃克吕兹省和阿尔代什省接壤。
与阿尔帕翁接壤的市镇（或旧市镇、城区）包括：萨于讷、屈尔尼耶、蒙托略、蒙雷阿勒莱苏尔斯、勒波厄西吉拉、罗什布吕讷、圣雅勒。

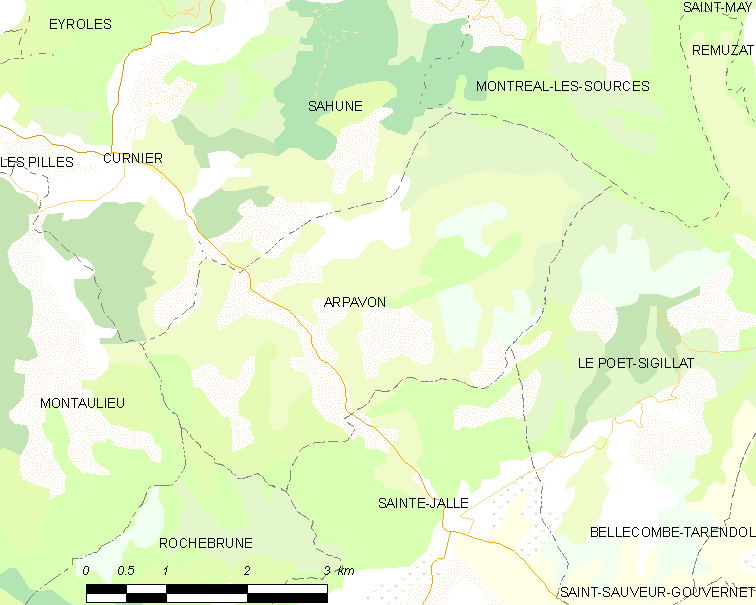
阿尔帕翁的OSM定位图

阿尔帕翁的时区为UTC+01:00、UTC+02:00（夏令时）。

## 行政
阿尔帕翁的邮政编码为26110，INSEE市镇编码为26013。

## 政治
阿尔帕翁所属的省级选区为尼永斯-巴罗尼县。

## 人口

1962-2008年间阿尔帕翁人口变化图示

阿尔帕翁于2022年1月1日时的人口数量为73人。